# حسين الدندن
حسين بن محمد بن عثمان الدَّنْدَن (1887 - 14 فبراير 1944) (1294 - 20 صفر 1363) فقيه جعفري وشاعر سعودي. ولد في المبرز بالأحساء ونشأ بها في عائلة معروفة. تتلمذ في علوم الدينية والعربية والأدبية على عدد من أعلامها الجعفريين منهم ابن عمه أحمد بن حبيب الدندن. ذهب إلى النجف في المملكة العراقية لإکمال دراسته لکنه اضطر للعودة. قضى فترة إماما لمحلة العيوني في المبرز وزعيمًا ومرشدًا لهم وأصبح في أواخر حياته معروفًا بفضله وأدبه. له شعر كثير في المناسبات ومواضيع متعددة، لكنه لم يجمع ولم يحتفظ به. توفي في مسقط رأسه ودفن بها.

## سيرته
ولد حسين بن محمد بن عثمان آل أبي دندن المبرزي الأحسائي سنة 1294 هـ/ 1877 م في المبرز ونشأ بها. وآل الدندن أسرة علمية معروفة فيها. تعلم القرآن والكتابة في صغره وأحذ علوم اللغة عن ابن عمه أحمد بن حبيب الدندن، وبعد وفاته على علي آل حمد الناصر ومحمد الناصر الموسوي. فتعلم العربية والصرف والمعاني والبيان والمنطق عليهم. واستمر بدارسته حتى برز في عصره.

ثم هاجر إلى النجف لإكمال دراسته، وحضر هناك على عدد من الأعلام، وبعد مدة فاضطر للعودة إلى بلاده. في الأحساء عاد يواصل دراسته لدى أعلامها آنذاك ، وكان ملازما لناصر الأحسائي. قضى فترة إماما لمحلة العيوني في المبرز وزعيما مرشدا لهم حتى وفاته.

توفي حسين الدندن في 20 صفر 1363 في المبرز ودفن بها.

## شعره
له أشعار كثيرة في مدح ورثاء أهل البيت والأئمة الاثنا عشر وبعضها في الأخوانيات. لم يجمع أشعاره في ديوان وضاع معظمه وسجلت مصادر الدراسة بعض قصائده.
 ذكرت في معجم البابطين «لم يجاوز ما انتهى إلينا من نظمه الأغراض العملية الموجهة بالعلاقات الاجتماعية، وفي مقدمتها المدح والرثاء، وحتى في مديحه لأهل البيت لا نجد هذا الامتداد (التاريخي - الروحي) للممدوحين، بقدر ما نجد صفات مستجلبة ركيكة بيّنة التصنع اللغوي فضلاً عن المعنوي». من شعره في رثاء الحسين بن علي بن أبي طالب: